# Володимир Гайдук
Володимир Гайдук (біл. Уладзімір Гайдук; нар. 7 вересня 1941, с. Тарнополь, Гміна Наровка, Гайнівський повіт, Підляське воєводство, Польща — 24 лютого 2012, с. Тарнополь, Підляське воєводство, Польща) — білоруський поет.

## Біографія
Володимир Гайдук народився 7 вересня 1941 року в польському селі Тарнополь у селянській родині. Закінчив початкову школу в 1955 році. Закінчив Білостоцький кореспонденційний ліцей. Займався сільським господарством на своєму хуторі. Співпрацював з газетою «Нива». Помер 24 лютого 2012 року.

### Творчість
Перші вірші написав ще учнем початкових класів. Дебютував у 1956 році з листом-віршем «Познайомимося» і віршами «Захід сонця» та «Зима йде» («Нива»). У 1956—1958 творчість Гайдука друкувалась у «Ниві» систематично. Автор збірок поезії, член Білоруського літературного об'єднання «Біловежа».
|                                         | Володя Гайдук, це талант, який народився і все своє життя «горів» в урочищі Полимя, так називається місце, де він жив. Я мав щастя зустрічати його, слухати його історії про життя, про навколишній світ, природу. На жаль, тепер ми мусимо з ним розлучитись... |
| — Янка Мордань, журналіст Радіо «Рація» | |